# Francis Gorman
Francis Xavier Gorman (New York, 11 novembre 1937) è un ex tuffatore statunitense.

## Carriera
Ha rappresentato gli Stati Uniti d'America ai Giochi olimpici di Tokyo 1964, vincendo una medaglia d'argento.

## Palmarès
- Giochi olimpici

Tokyo 1964: argento nel trampolino 3 m.